# Ke Jiusi

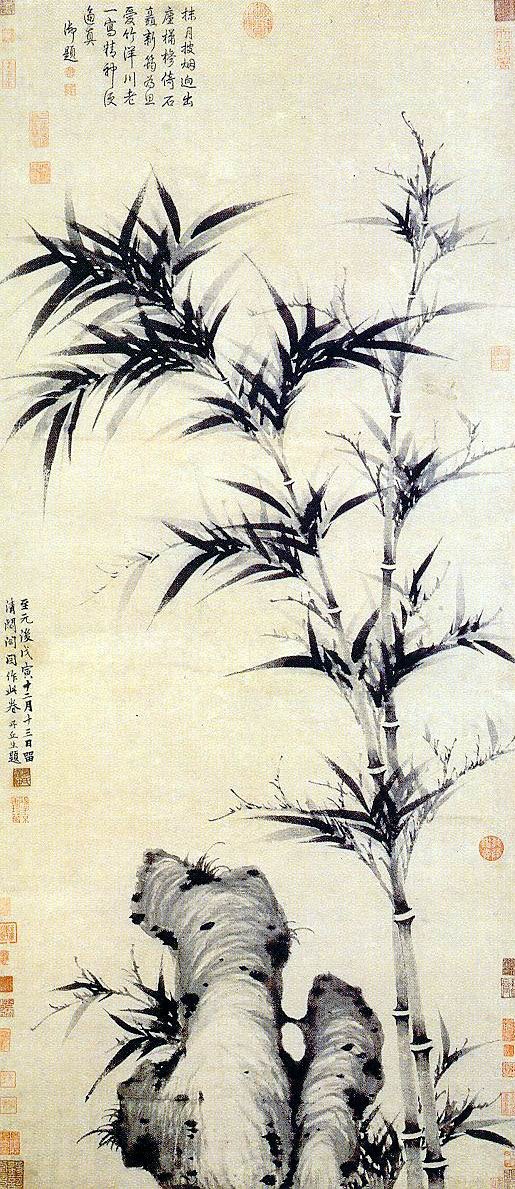
Bamboeschildering voor de Qingbige (1338)

Ke Jiusi (Chinees: 柯九思; ca. 1290–1343) was een Chinees kunstschilder, kalligraaf en dichter die leefde ten tijde van de Yuan-dynastie. Ke werd geboren in de provincie Zhejiang. Zijn omgangsnaam was Jingzhong (敬仲) en zijn artistieke namen Dan qiusheng (丹丘生) en Wuyun geli (五云阁吏).
Ke Jiusi schilderde een groot aantal landschappen, maar legde zich vooral toe op bamboeschilderingen. Zijn atmosferische composities en zijn gebruik van gedurfde fijne penseelstreken borduurden voort op de stijl van Wen Tong (1019–1079).
- Gemeinsame Normdatei: 1138661384
- International Standard Name Identifier: 0000 0001 2276 718X
- Library of Congress Control Number: n87928992
- Nederlandse Thesaurus van Auteursnamen: 150835736
- Trove: 1366678
- Union List of Artist Names: 500330907
- Virtual International Authority File: 13843980
- WorldCat: E39PBJkXrwFhX6tfkXmgVW7vHC